# Trompetsteek
De trompetsteek is een knoop die dient voor het inkorten van een lijn.
De trompetsteek kan alleen gebruikt worden voor het inkorten van een lijn die continu onder spanning staat. Wordt de spanning van de lijn afgehaald of varieert de spanning op de lijn dan zal de steek losschieten. Het is te voorkomen door het lopende part door de lussen van de bundel te steken. 
De hier getoonde versie is de basis. In feite bestaat de steek uit een bundel touw, waar aan beide einden een lus de bundel fixeert. De bundel kan van een zo groot aantal slagen worden gemaakt als nodig is om het touw in te korten, als het einde maar wordt gefixeerd op de aangegeven manier. 